# Катањед (Горња Гарона)
Катањед (фр. Castagnède) насеље је и општина у јужној Француској у региону Миди Пирене, у департману Горња Гарона која припада префектури Сен Годан.
По подацима из 2011. године у општини је живело 178 становника, а густина насељености је износила 53,61 становника/km². Општина се простире на површини од 3,32 km². Налази се на средњој надморској висини од 330 метара (максималној 442 m, а минималној 312 m).

## Демографија
| 1962. | 1968. | 1975. | 1982. | 1990. | 1999. | 2011. |
| ----- | ----- | ----- | ----- | ----- | ----- | ----- |
| 190   | 198   | 210   | 183   | 175   | 185   | 178   |

График промене броја становника у току последњих година